# ポール・レヴィンソン
ポール・レヴィンソン（Paul Levinson、1947年3月25日 - ）はアメリカ合衆国の小説家、社会学者、コミュニケーション学とメディア・スタディーズの専門家、メディア・コメンテーター。ソングライターや歌手としての活動もある。

## 概要
レヴィンソンはマスメディアやポピュラーカルチャー、サイエンス・フィクションのコメンテーターとして、様々なメディアからインタビューを受けており、その回数は500回を越えている。しばし新聞や雑誌からの引用を受け、アトランタ・ジャーナル=コンスティテューションやニューズデー、ニューヨーク・サンなどのメジャー紙に署名記事が掲載されるなどしている。
2006年から2008年まで、ロサンゼルスのKNX AMラジオの毎週日曜朝の短い番組に出演し、メディアに関係したニュースやポピュラーカルチャーついてのコメントを求められていた。レヴィンソンはまた4つのポッドキャストを配信し、幾つかのブログを交信している。2009年4月クロニクル・オブ・ハイヤー・エデュケーション誌により、Twitterのハイ・ファイラのトップ・テンの一人に選ばれる。
1985年MAの単位を与えるオンライン・コースを提供するコネクテッド・エデュケーションの設立に寄与する。1998年から2001年まで、アメリカSFファンタジー作家協会会長を務めた。
1998年までフォーダム大学コミュニケーション学とメディア研究の教授職に就き、2002年から2008年は学部長へと就任していた。
かつてニュー・スクール・フォー・ソーシャル・リサーチやフェアリーディキンソン大学、ホフストラ大学、セント・ジョンズ大学、ポリテクニック・インスティテュート・オブ・ニューヨーク、メトロポリタン・カレッジ・オブ・ニューヨーク、西部行動科学研究所などでも教鞭を執ったこともある。またロンドン・スクール・オブ・エコノミクス、ハーバード大学、ニューヨーク大学、トロント大学など多くの大学でも講義・講演を行い、100を越す論文を執筆してきた。
学問の場でのキャリアを積み上げる以前の1960年代から1970年初頭、レヴィンソンは作詞・作曲家や歌手、音楽プロデューサーとして活動しており、The VoguesやThe Archiesのドナ・マリー、エリー・グリニッジらと共にレコーディングを行ったこともある。
その作品はアイザック・アシモフやトーマス・ジェファーソン、ジョン・スチュアート・ミル、マーシャル・マクルーハン、カール・ポパー、カール・セーガン、ドナルド・T・キャンベルの影響を受けている。

## 学歴
レヴィンソンはブロンクスにあるクリストファー・コロンブス・ハイスクールを卒業後、ニューヨーク市立大学シティカレッジへと進学する。1975年ニューヨーク大学でジャーナリズム学の学士号を、1976年ニュー・スクール・フォー・ソーシャル・リサーチでメディア・スタディーズの修士号を、1979年ニューヨーク大学でメディアエコロジーの博士号を取得する。博士論文 Human Replay: A Theory of the Evolution of Media (1979) はニール・ポストマンの指導を受けた。

## 作品
レヴィンソンはSFとファンタジー、そして両者の融合を、未来のコミュニケーション・メディアや表現の自由、宇宙探査の重要性、ポピュラーカルチャーについての哲学的な含意を与え描いている。その作品は中国語、日本語、韓国語、フランス語、イタリア語、ポルトガル語、チェコ語、ポーランド語、ルーマニア語、マケドニア語、クロアチア語、トルコ語など12の言語に翻訳されている。
The Silk Code (1999) の中心人物、ニューヨーク市警察鑑識課の Dr. Phil D'Amato は中編 The Chronology Protection Case (1995) が初出となる。D'Amato は中編 The Copyright Notice Case (1996)（1997年ホーマー賞ノヴェレット部門受賞）, The Mendelian Lamp Case (1997) や、続編小説 The Consciousness Plague (2002), The Pixel Eye (2003) で再び登場している。
またレヴィンソンとジェイ・ケンシンガーの協力の下、マーク・シャナハンにより制作された The Chronology Protection Case を原作としたラジオドラマは、2002年エドガー賞演劇賞部門にノミネートされた。

### 小説
- The Silk Code (1999) - 2000年ローカス賞 第一長篇部門受賞
- Borrowed Tides (2001)
- The Consciousness Plague (2002)
- The Pixel Eye (2003)
- The Plot To Save Socrates (2006)

### ノンフィクション
- In Pursuit of Truth: Essays on the Philosophy of Karl Popper on the Occasion of his 80th Birthday (editor and contributor) with Forewords by Isaac Asimov and Helmut Schmidt (1982)
- Mind at Large: Knowing in the Technological Age (1988)
- Electronic Chronicles: Columns of the Changes in our Time (1992)
- Learning Cyberspace: Essays on the Evolution of Media and the New Education (1995)
- The Soft Edge: A Natural History and Future of the Information Revolution (1997)
- Bestseller: Wired, Analog, and Digital Writings (1999)
- デジタル・マクルーハン—情報の千年紀へ (Digital McLuhan: A Guide to the Information Millennium 1999)
- Realspace: The Fate of Physical Presence in the Digital Age, On and Off Planet (2003)
- Cellphone: The Story of the World's Most Mobile Medium and How It Has Transformed Everything! (2004)
- New New Media (2009)

## 音楽
- 1960年代から70年代にかけて100以上の楽曲を発表しており、Bourne や Chappell、ワーナー・ブラザース、ボビー・ダーリンのTVミュージック、RCAなどへも楽曲の提供を行った。
- レヴィンソンの曲のレコーディングは、エリー・グリニッジやジミー・"the Wiz"・ワイズナー、ポール・レカを始めとするアーティストによりプロデュースされた。
- レヴィンソンが作詞・作曲・演奏・プロデュースした楽曲は、コロムビアやデッカ、フィリップス、アトランティック、ブッダ、ロンドンレコードなどのレコード・レーベルからリリースされた。
- レヴィンソンの曲 Hung Up On Love（マイク・ハリスと共作、エリー・グリニッジと Mike Rashkow によりプロデュース）はレヴィンソンのトリオ The Other Voices により録音され、1968年アトランティック・レコードからリリースされた。2004年アンドリュー・サンドヴァルの編集を受け、ライノ・エンタテインメントのコンピレーション・アルバム Come to the Sunshine: Soft Pop Nuggets from the WEA Vaults に収録された。レヴィンソンが歌うファルセットは、 The Other Voices の多くの作品に見受けられる。